# 지미 추 (기업)
지미 추(Jimmy Choo, J. Choo Limited)는 영국의 명품 구두, 가방, 액세사리를 전문으로하는 패션 디자인 하우스이다. 1996년 구두 디자이너 지미 추와 《보그》 액세사리 편집장 타마라 멜론이 공동으로 설립했다. 2001년 4월 지미 추는 사업을 확장하기 위해 이퀴녹스 럭셔리 홀딩스(Equinox Luxury Holdings Ltd.)와 계약을 맺고, 지분 50%를 양도했다. 2011년 현재 지미 추의 소유사는 라벨룩스이다.
지미 추는 영국 런던에 본점을 두고있으며, 32개국 115개의 매장을 두고있다. 지미 추의 제품은 빅토리아 베컴, 크리스틴 스튜어트, 케이티 페리, 테일러 스위프트, 리한나, 셰릴 콜, 사라 제시카 파커, 제니퍼 로페즈, 킴 카다시안, 클로이 카다시안과 같은 많은 유명인들이 사용하고있다.

## 역사
지미 추는 말레이시아에서 태어난 고급 구두 디자이너 지미 추와 《보그》 액세사리 편집장 타마라 멜론이 1996년 설립 해 영국 회사등록담당역원과 같은 곳에 등록했다. 회사는 "지미 추 런던"이라는 라인을 만들었고, 5년 후 여러 지역에 오픈숍을 열어 구두를 팔기 시작했다.
2001년 지미 추는 이퀴녹스 럭셔리 홀딩스에 지분 50%를 매각했다. 2004년 11월에는 라이온 캐피톨이 회사의 지분 대부분을 인수해갔고, 2007년 타워브룩 캐피톨 파트너스에게 2억 2,500만 파운드에 매각되었다. 2011년에는 현재의 소유사이기도한 라벨룩스에게 5억 2,550만 파운드에 매각되었으나, J. Choo Limited라는 회사 이름을 여전히 사용하고있다. 또한 "Jimmy Choo" 웹사이트를 운영하고있다.

### 지미 추 언더 라인 제품
지미 추는 2006년 말부터 오트쿠튀르 라인을 전문으로 하는 지미 추 쿠틔르 리미티드를 시작했다. 이 제품은 런던의 오직 카노티 스트리트에서 예약 판매로 밖에 판매하지 않는다.

## 매장

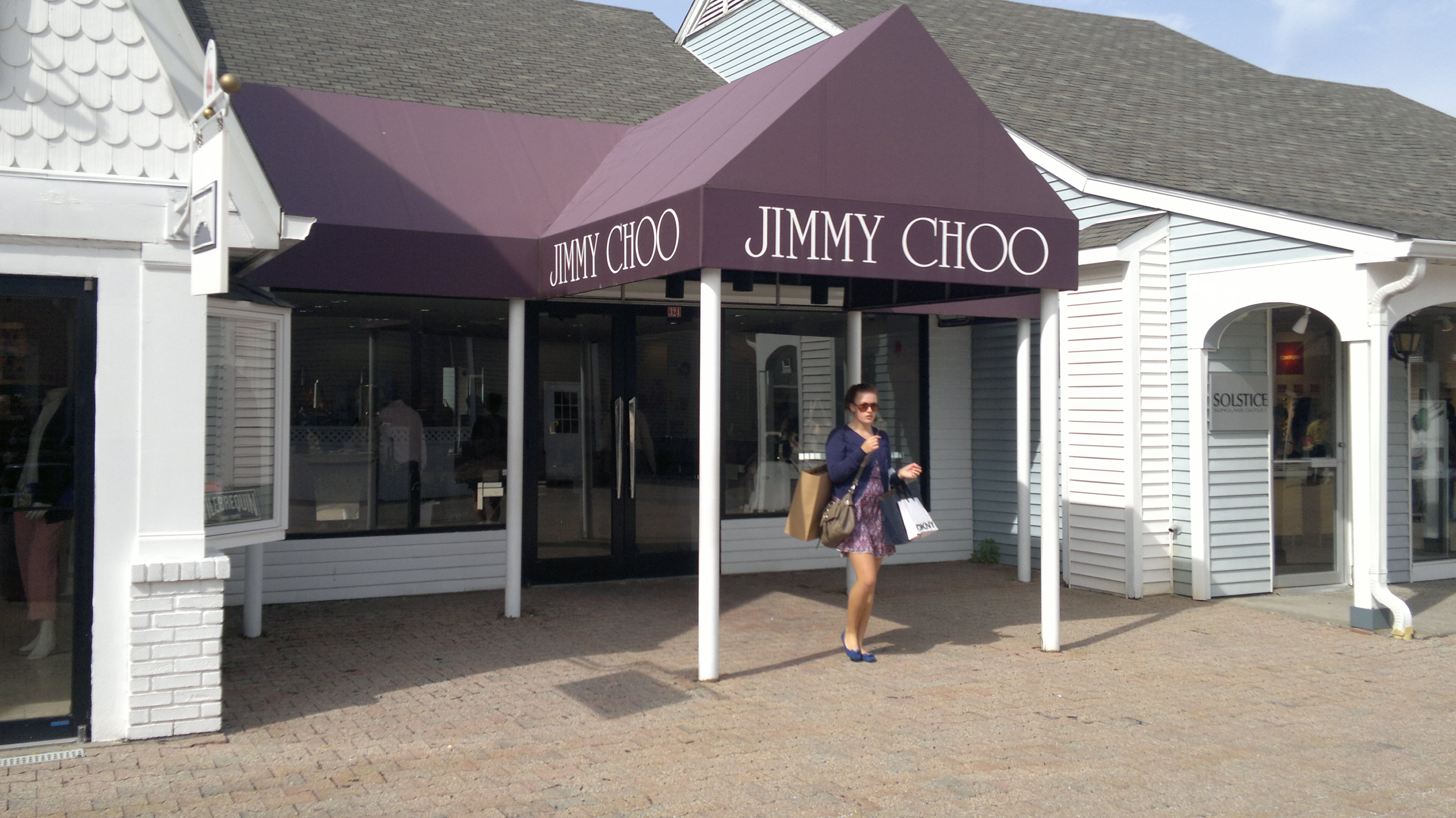
우드버리 아웃렛에 있는 지미 추 매장

지미 추 브랜드는 영국 런던 본드 스트리트 본점을 포함해 세계적으로 32개 국가에서 115개의 매장을 두고있다.
미국에 40개 매장으로 세계에서 가장 많은데, 뉴욕, 뉴욕주, 워싱턴 D.C., 체비체이스, 보스턴, 시카고, 로스앤젤레스, 애틀랜타, 댈러스, 휴스턴, 올랜도, 팜비치, 샌디에이고, 라스베가스(라스베가스 스트립에 3개의 매장으로 나눠져있다), 벨뷰, 베벌리힐스, 카노가 공원, 코스타메이사, 피닉스, 해러즈 등지에서 찾을 수 있다.
중국에는 2011년까지 3개의 매장을 오픈했다. 오스트레일리아에는 시드니 웨스턴필드 시드니, 웨스턴필드 본다이 정션과 멜버른의 채드스톤 쇼핑 센터에 매장이있다. 한국에는 서울 강남에 지미 추 도산점이 있다.